# Acanthotoca graefii
Acanthotoca graefii är en fjärilsart som beskrevs av George Duryea Hulst 1896. Acanthotoca graefii ingår i släktet Acanthotoca och familjen mätare. Inga underarter finns listade i Catalogue of Life.